# Norbert Frei
Norbert Frei (né le 3 mars 1955 à Francfort-sur-le-Main) est un historien et professeur d'université allemand.

## Biographie
Il est professeur invité en 1985-1986 au Center for European Studies de l'université Harvard en l'honneur de la mémoire de John F. Kennedy.
En 2018, il enseigne à l'université d'Iéna.

## Œuvres

### Monographies
- (de) Nationalsozialistische Eroberung der Provinzpresse. Gleichschaltung, Selbstanpassung und Resistenz in Bayern, Stuttgart : DVA, 1980  (ISBN 3-421-01964-9), dissertation à l'université de Munich en 1979.
- (de) Amerikanische Lizenzpolitik und deutsche Pressetradition. Die Geschichte der Nachkriegszeitung Südost-Kurier, Munich : Oldenbourg, 1986  (ISBN 3-486-64552-8).
- (de) Der Führerstaat. Nationalsozialistische Herrschaft 1933–1945, Munich : dtv, 1987  (ISBN 3-423-04517-5).
- (de) avec Johannes Schmitz, Journalismus im Dritten Reich, Munich : Becksche Reihe, 1989  (ISBN 3-406-33131-9).
- (de) Vergangenheitspolitik. Die Anfänge der Bundesrepublik und die NS-Vergangenheit, Munich : Beck, 1996  (ISBN 978-3-406-41310-0).
Réédition : Munich : Beck, 2012  (ISBN 978-3-406-63661-5).
- (de) en tant qu'auteur et directeur, Hitlers Eliten nach 1945, Campus, Frankfurt am Main 2001  (ISBN 3-593-36790-4).
Format poche : Munich : dtv, 2003.
Réédition : Munich : Auflage, 2016  (ISBN 3-423-34045-2).
- (de) avec Saul Friedländer, Trutz Rendtorff et Reinhard Wittmann (de), Bertelsmann im Dritten Reich, 2 vol., Munich : Bertelsmann, 2002  (ISBN 3-570-00713-8 et 3-570-00711-1).
- (de) 1945 und wir. Das Dritte Reich im Bewußtsein der Deutschen, Munich : Beck, 2005  (ISBN 3-406-52954-2).
Format poche : Munich : dtv, 2009  (ISBN 978-3-423-34536-1).
- (de) 1968. Jugendrevolte und globaler Protest. Munich : dtv, 2008  (ISBN 978-3-423-24653-8).
- (de) avec Ralf Ahrens, Jörg Osterloh et Tim Schanetzky, Flick. Der Konzern, die Familie, die Macht, Munich : Blessing, 2009  (ISBN 978-3-89667-400-5).
Format poche : Munich : Pantheon, 2011  (ISBN 978-3-570-55143-1).
- (de) en collaboration avec Eckart Conze (de), Peter Hayes (de) et Moshe Zimmermann (de), Das Amt und die Vergangenheit. Deutsche Diplomaten im Dritten Reich und in der Bundesrepublik, Munich : Blessing, 2010  (ISBN 978-3-89667-430-2).
Format poche : Munich : Pantheon, 2012  (ISBN 978-3-570-55166-0).
- (de) Collaborateur à l'ouvrage de Michael Brenner (en) (dir.), Geschichte der Juden in Deutschland von 1945 bis zur Gegenwart. Politik, Kultur und Gesellschaft, Munich : Beck, , 2012  (ISBN 978-3-406-63737-7).

### En tant que directeur d'ouvrage
- (de) avec Franziska Friedlaender, Ernst Friedlaender. Klärung für Deutschland. Leitartikel in der ZEIT 1946–1950, Munich 1982,  (ISBN 3-7892-9891-3)
- (de) avec Martin Broszat, Das Dritte Reich im Überblick. Chronik. Ereignisse. Zusammenhänge, Munich 1983  (ISBN 3-492-11091-6) ; nouvelle édition 2007  (ISBN 978-3-423-34402-9).
- (de) avec Hermann Kling, Der nationalsozialistische Krieg, Frankfurt am Main 1990  (ISBN 3-593-34360-6).
- (de) Medizin und Gesundheitspolitik in der NS-Zeit, Munich 1991  (ISBN 3-486-64534-X).
- (de) Standort- und Kommandanturbefehle des Konzentrationslagers Auschwitz 1940–1945, Munich 2000  (ISBN 3-598-24030-9).
- (de) avec Sybille Steinbacher (de), Bernd C. Wagner, Ausbeutung, Vernichtung, Öffentlichkeit. Neue Studien zur nationalsozialistischen Lagerpolitik, Munich 2000  (ISBN 3-598-24033-3).
- (de) avec Dirk van Laak, Michael Stolleis, Geschichte vor Gericht. Historiker, Richter und die Suche nach Gerechtigkeit, Munich 2000  (ISBN 3-406-42155-5).
- (de) avec Sybille Steinbacher (de), Beschweigen und Bekennen. Die deutsche Nachkriegsgesellschaft und der Holocaust, Göttingen 2001  (ISBN 3-89244-493-5).
- (de) avec Volkhard Knigge (de), Verbrechen erinnern. Die Auseinandersetzung mit Holocaust und Völkermord, Munich 2002  (ISBN 3-406-48204-X).
- (de) avec Frank Bösch, Medialisierung und Demokratie im 20. Jahrhundert, Göttingen 2006  (ISBN 3-8353-0072-5).
- (de) Transnationale Vergangenheitspolitik. Der Umgang mit deutschen Kriegsverbrechern in Europa nach dem Zweiten Weltkrieg, Göttingen 2006  (ISBN 3-89244-940-6).
- (de) Was heißt und zu welchem Ende studiert man Geschichte des 20. Jahrhunderts? Wallstein Verlag, Göttingen 2006  (ISBN 3-8353-0136-5).
- (de) Martin Broszat, der „Staat Hitlers“ und die Historisierung des Nationalsozialismus, Göttingen 2007  (ISBN 978-3-8353-0184-9).
- (de) avec José Brunner et Constantin Goschler (de), Die Praxis der Wiedergutmachung. Geschichte, Erfahrung und Wirkung in Deutschland und Israel, Wallstein Verlag, Göttingen 2009  (ISBN 978-3-8353-0168-9).
- (de) avec Tim Schanetzky, Unternehmen im Nationalsozialismus. Zur Historisierung einer Forschungskonjunktur, Wallstein Verlag, Göttingen 2010  (ISBN 978-3-8353-0755-1).
- (de) avec Martin Sabrow (de), Die Geburt des Zeitzeugen nach 1945, Wallstein Verlag, Göttingen 2012  (ISBN 978-3-8353-1036-0).
- (de) avec Dietmar Süß, Privatisierung. Idee und Praxis seit den 1970er Jahren, Wallstein Verlag, Göttingen 2012  (ISBN 978-3-8353-1086-5).
- (de) avec Wulf Kansteiner, Den Holocaust erzählen. Historiographie zwischen wissenschaftlicher Empirie und narrativer Kreativität, Wallstein Verlag, Göttingen 2013  (ISBN 978-3-8353-1077-3).
- (de) avec José Brunner et Constantin Goschler (de), Die Globalisierung der Wiedergutmachung. Politik, Moral Moralpolitik, Göttingen 2013  (ISBN 978-3-8353-0981-4).
- (de) avec Annette Weinke, Toward a New Moral World Order? Menschenrechtspolitik und Völkerrecht seit 1945, Göttingen 2013  (ISBN 978-3-8353-1305-7).
- (de) Die Deutschen und der Nationalsozialismus, Munich, 2015  (ISBN 978-3-406-67517-1 et 978-3-406-67515-7).
- (de) avec Dominik Rigoll, Der Antikommunismus in seiner Epoche. Weltanschauung und Politik in Deutschland, Europa und den USA, Göttingen : Wallstein Verlag, 2017  (ISBN 978-3-8353-3007-8).
- (de) Die Geschichte ist offen. In memoriam Fritz Stern, Göttingen : Wallstein Verlag, 2017  (ISBN 978-3-8353-3159-4).